# Gregor Kallidis
Gregor Kallidis oder Gregorios Kallidis (Όσιος Γρηγόριος Καλλίδης, * 24. Januar 1844 in Κούμβαο, einem Küstendorf in der Nähe von Rhaidestos, Ostthrakien bzw. Thrakien, der heutigen türkischen Provinz Tekirdağ (Provinz); † 23. Juli 1925 in Thessaloniki) war ein griechischer Bischof und Metropolit im Osmanischen Reich und Griechenland und ist mit dem Datum vom 22. Mai 2003 Heiliger der orthodoxen Ostkirche.

## Leben
Nur die Vornamen seiner Eltern sind bekannt: Ioannis und Euphrosyne. Er studierte in Serres und Athen und nach einer Tätigkeit in Rhaidestos wurde er am 24. März 1875 zum Bischof von Nazianz ernannt. Am 12. Mai 1879 wurde er Bischof von Trabzon, wo er fünf Jahre verblieb. Nach seiner Inthronisation zum Metropoliten von Thessaloniki musste er zunächst zurücktreten und sich in einem Prozess in Konstantinopel rechtfertigen.
Am 29. April 1889 wurde er vom Ökumenischen Patriarchat von Konstantinopel freigesprochen. Er wurde am 28. September 1889 zum Metropoliten von Ioannina gewählt, 1892 bis 1894 übernahm er verschiedene Kirchenämter in Konstantinopel und kehrte danach nach Ioannina zurück. Dort engagierte er sich zusammen mit dortigen ausländischen Vertretungen (u. a. österreichisches Generalkonsulat) gegen gewaltsame Ausschreitungen, die mit dem türkisch-griechischen Krieg von 1897 zusammenhängen könnten. Am 22. Mai 1902 zum Bischof von Herakleia und Rhaidestos ernannt, bekleidete er dieses Kirchenamt bis 1907. Bis zu seinem Tod war er aktiv und nicht selten als Vorsitzender in verschiedenen Synoden tätig, aktuelle politische Probleme betreffend, wie man auch anhand der Liste seiner Ehrungen erahnen kann.

## Wirkung und Bewertung
Deutlich wird an Gregor Kallidis auch, wie sehr sich die griechisch-orthodoxe Kirche in dieser Zeit bemühte, auf gleicher Augenhöhe mit den herrschenden Systemen zu agieren, um die Interessen der griechischen bzw. orthodoxen Bevölkerung als Minderheit nicht weiter zu gefährden.

## Sonstiges
Neben seiner Tätigkeit in verschiedenen Gremien unterstützte er auch die Bildung seiner Landsleute durch Förderung verschiedener Schulen. Er begründete in Raidestos eine Stadtschule, das sogenannte 'Καλλιδειον'. Die Nachfahren der dortigen Bevölkerung befinden sich teilweise noch im heutigen Korinos (siehe auch Bevölkerungsaustausch zwischen Griechenland und der Türkei).

## Ehrungen

### Griechische Auszeichnungen
- Erlöser-Orden Kommandeur (1897)

### Russische Auszeichnungen
- Russischer Orden der Heiligen Anna Großkreuz (1897)

### Osmanische Auszeichnungen
- Osmanî Nişanı Zweiter Klasse (November 1885)

### Österreichische Auszeichnungen
- Franz-Joseph-Orden Großkreuz (wohl nach 1902)

### Serbische Auszeichnungen
- St.-Sava-Orden Großkreuz (November 1885)

### Montenegrinische Auszeichnungen
- Großkreuz des Daniel (1897)